# Kleine Rundohrblattnase

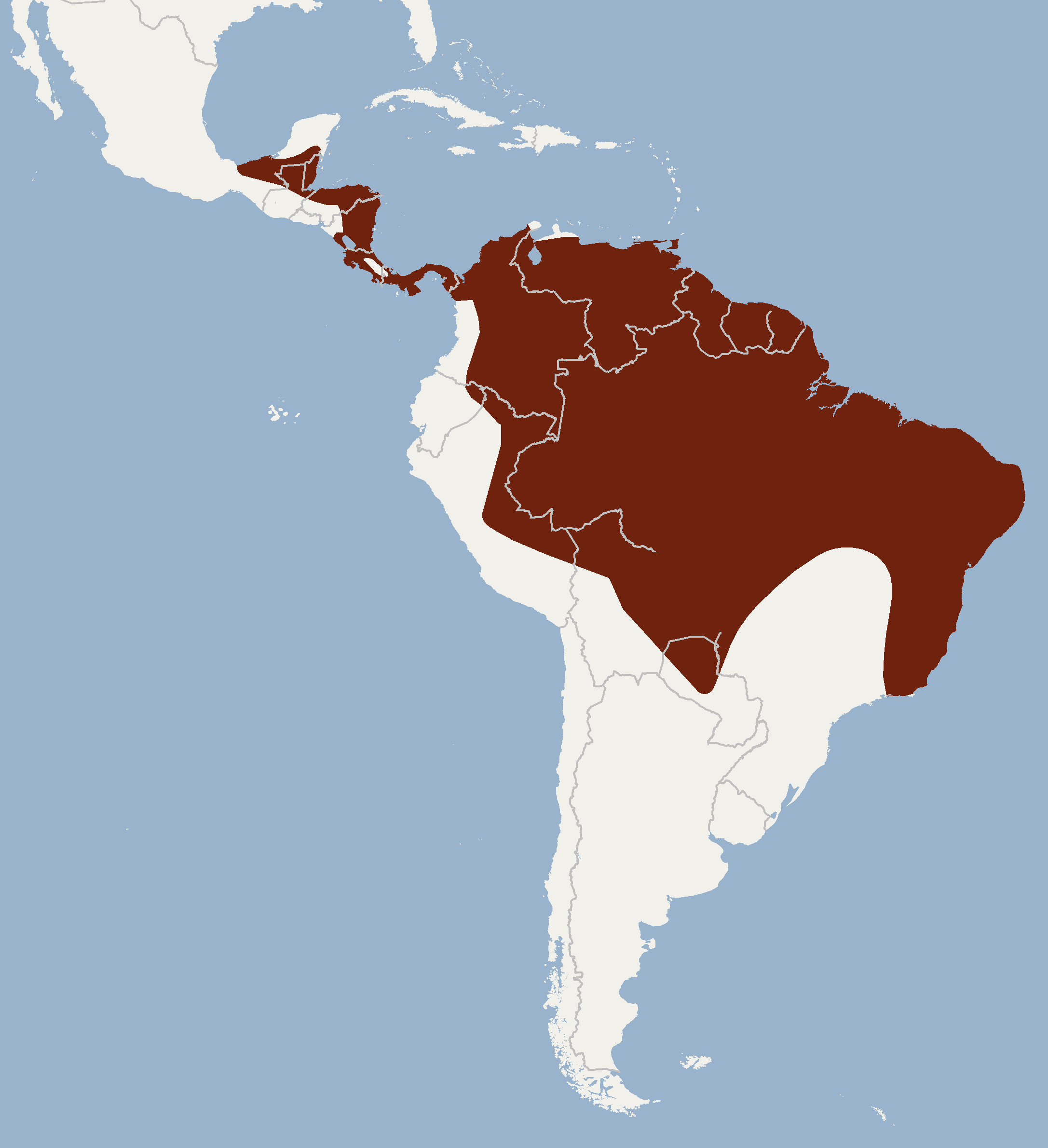
Skizze des Verbreitungsgebiets, nicht ganz so weit nach Süden im Osten Brasiliens laut IUCN

Die Kleine Rundohrblattnase (Lophostoma brasiliense) ist ein in Mittel- und Südamerika verbreitetes Fledertier in der Unterfamilie der Lanzennasen. Bei einigen zugerechneten Populationen könnte es sich um eigenständige Arten handeln. Das Typusexemplar stammt aus dem brasilianischen Bundesstaat Bahia.

## Merkmale
Mit einer Unterarmlänge von 34 bis 40,5 mm, einer Kopf-Rumpf-Länge von 42 bis 61 mm, einem 8 bis 13 mm langen Schwanz und einem Gewicht von 10 bis 14 g zählt die Art zu den kleinsten Mitgliedern der Gattung Lophostoma. Die Hinterfüße sind 9 bis 12 mm lang und die Länge der Ohren beträgt 19 bis 25 mm. Zwischen Männchen und Weibchen gibt es keine Unterschiede in der Statur und Fellfarbe. Typisch sind große abgerundete Ohren, die auf der Stirn mit einem Hautstreifen verbunden sind. Die Haare des langen und weichen Fells haben an den Wurzeln einen kurzen weißen Abschnitt und sind ansonsten braun. Die Unterseite ist mit leicht hellerem braunem Fell bedeckt. Die Schnauze ist fast nackt und auf der Oberlippe befinden sich pickelartige Strukturen, die ein U bilden. Vom Schwanz ragt nur eine winzige Spitze aus der Schwanzflughaut. Die Zahnformel für alle Gattungsmitglieder lautet I 2/1, C 1/1, P 2/3, M 3/3, was 32 Zähne im Gebiss ergibt. Zusätzlich besitzen alle, den für die Lanzennasen typischen speerförmigen Aufsatz auf dem Nasenblatt. Bei ähnlich kleinen Vertretern der Gattung Micronycteris bilden die Pickel ein V und im Unterkiefer gibt es zwei Schneidezähne pro Seite.

## Verbreitung
Das Verbreitungsgebiet reicht vom Bundesstaat Veracruz in Mexiko über Mittelamerika und das nördliche Südamerika bis zum Amazonasbecken in Brasilien, ins östliche Ecuador, östliche Peru und nördliche Bolivien. Die Kleine Rundohrblattnase fehlt in San Salvador und im südwestlichen Guatemala. Sie lebt im Flach- und Hügelland bis 500 Meter Höhe. Diese Fledermaus bewohnt hauptsächlich feuchte immergrüne Wälder sowie Sümpfe und besucht, laubabwerfende Wälder baumbestandene Savannen und Gärten sowie Plantagen.

## Lebensweise
Das Tagesversteck liegt meist in einem verlassenen Termitennest, das sich auf einem Baum befindet. Ein untersuchtes Nest war etwa 65 cm breit, 28 cm tief und ungefähr 65 cm hoch. Es hatte mehrere Eingänge mit einem Durchmesser von 6 cm. Im Bau werden Vertreter der Fransenlippenfledermaus geduldet. Die Kleine Rundohrblattnase beginnt ihre Jagd auf recht große Gliedertiere wie Käfer und Schmetterlinge während der Abenddämmerung. Die Beute wird von Pflanzen angesammelt. Einzelfunde legen nahe, dass auch Früchte und Pollen verzehrt werden. Die Art besucht in Brasilien oft Plantagen mit Eukalyptusbäumen. In Südamerika gibt es eine Paarungszeit in der Trockenzeit und eine weitere in der Regenzeit. In Mittelamerika beginnt die Fortpflanzung in der späten Trockenzeit im März und nach der Geburt werden die Nachkommen bis Juni in der Regenzeit gesäugt. Männchen zeigen hier zusätzlich im September/Oktober Fortpflanzungsanzeichen.

## Gefährdung
Regional können sich Waldrodungen negativ auswirken. Die Gesamtpopulation gilt als stabil. So wird die Kleine Rundohrblattnase von der IUCN als nicht gefährdet (least concern) gelistet.